# Nicerta submentiens
Nicerta submentiens är en insektsart som beskrevs av Walker 1857. Nicerta submentiens ingår i släktet Nicerta och familjen Derbidae. Inga underarter finns listade i Catalogue of Life.